# 히든 피겨스
《히든 피겨스》(Hidden Figures)는 시어도어 멜피가 감독하고 멜피와 앨리슨 슈뢰더가 각본을 쓴 2016년 미국 전기 드라마 영화이다. 우주 경쟁 시기에 NASA에서 일한 세 명의 아프리카계 미국인 여성 수학자인 캐서린 고블 존슨(터라지 P. 헨슨), 도로시 본(옥타비아 스펜서), 메리 잭슨(저넬 모네이)에 관한 마고 리 셰털리의 2016년 동명 논픽션 책을 바탕으로 느슨하게 제작되었다. 다른 출연진으로는 케빈 코스트너, 커스틴 던스트, 짐 파슨스, 마허셜라 알리, 앨디스 호지, 글렌 파월이 있다.
주요 촬영은 2016년 3월 조지아주 애틀랜타에서 시작되어 2016년 5월에 완료되었다. 다른 촬영 장소로는 이스트 포인트, 칸톤, 먼로, 콜럼버스, 매디슨을 포함한 조지아주의 여러 다른 지역들이 있었다.
《히든 피겨스》는 20세기 폭스 배급으로 2016년 12월 25일 미국에서 제한적으로 개봉되었으며, 2017년 1월 6일 전국 개봉되었다. 영화는 긍정적인 평가를 받았으며, 연기(특히 헨슨, 스펜서, 모네), 각본, 연출, 촬영, 감정적 톤, 역사적 정확성에 대해 찬사를 받았지만, 일부에서는 백인 구원자 서사가 포함되어 있다고 주장했다. 영화는 상업적으로 성공하여 2500만 달러의 제작비에 대해 전 세계적으로 2억 3600만 달러를 벌어들였다. 《데드라인 할리우드》는 이를 2016년 가장 수익성 높은 개봉작 중 하나로 주목했으며, 9550만 달러의 순이익을 올렸다고 추정했다.
영화는 전미 비평가 위원회가 2016년 상위 10편 영화 중 하나로 선정하였으며, 제89회 아카데미상에서 작품상을 포함한 3개 부문 후보에 오르는 등 다양한 상과 후보 지명을 받았다. 또한 영화 캐스트 앙상블 연기상에서 미국 배우 조합상을 수상했다.

## 줄거리
1961년, 캐서린 고블은 버지니아주 햄프턴에 있는 랭글리 연구소의 서쪽 지역에서 동료인 메리 잭슨, 도로시 본과 함께 하급 "계산원"으로 일하며, 그 목적을 알려주지 않은 채 수학적 계산을 수행하고 있었다. 그들은 모두 아프리카계 미국인 여성이며, 이 부서는 인종과 성별로 분리되어 있었다. 백인 감독관 비비안 미첼은 캐서린의 해석기하학 실력을 인정하여 그를 앨 해리슨의 우주 임무 그룹을 돕도록 배정한다. 캐서린은 팀 최초의 흑인 여성이 되었고, 수석 엔지니어 폴 스태퍼드는 특히 그를 무시하는 태도를 보였다.
메리는 우주선 캡슐 열 차폐막 팀에 배정되어 즉시 설계상의 결함을 발견한다. 폴란드계 유대인 홀로코스트 생존자인 팀장 칼 지엘린스키의 격려를 받아 메리는 NASA 엔지니어 직책에 지원한다. 미첼은 그에게 수학과 물리학 학위에도 불구하고 해당 직책에는 추가 과정이 필요하다고 말한다. 메리는 남편의 반대에도 불구하고 백인 전용 햄프턴 고등학교 수강 허가를 위한 탄원서를 제출한다. 법정에서 자신의 사건을 변론하며, 그는 지방 판사의 역사 의식에 호소하여 승소하고 야간 수업을 들을 수 있게 되었다.
캐서린은 아프리카계 미국인 방위군 중령 짐 존슨을 만나는데, 그는 여성의 수학적 능력에 대해 회의적인 견해를 표한다. 그는 나중에 사과하고 캐서린과 그의 세 딸들과 시간을 보내기 시작한다. 머큐리 7 우주비행사들이 랭글리를 방문하고, 우주비행사 존 글렌은 일부러 서쪽 지역 여성들에게 인사를 건넨다. 소련이 유리 가가린을 성공적으로 발사하면서 미국 우주비행사를 우주로 보내야 한다는 압력이 증가하는 가운데, 캐서린은 편집된 문서에서 복잡한 수학 방정식을 풀어 해리슨에게 깊은 인상을 준다.
해리슨은 캐서린의 "휴식"에 대해 문제를 제기하는데, 그가 "유색인종" 전용으로 지정된 가장 가까운 화장실을 사용하기 위해 800미터를 걸어야 한다는 사실을 알지 못했기 때문이었다. 캐서린은 직장에서 겪는 차별을 분노하며 설명하고, 이로 인해 해리슨은 "유색인종" 화장실 표지판을 부수고 화장실 분리를 폐지한다. 그는 캐서린이 우주선 캡슐의 재진입 지점을 계산하기 위한 고위급 회의에 참석할 수 있도록 허락한다. 스태퍼드는 "계산원"은 저자로 인정받을 수 없다며 캐서린에게 보고서에서 자신의 이름을 삭제하도록 지시하고, 그의 작업은 오로지 스태퍼드의 공로로만 인정받는다.
미첼로부터 "유색인종 그룹의 영구 감독관"을 배정할 계획이 없다는 소식을 듣고, 도로시는 NASA가 IBM 7090 전자 컴퓨터를 설치했다는 것을 알게 되는데, 이는 인간 계산원들을 대체할 위협이 되었다. 사서가 백인 전용 구역을 방문한다고 그를 꾸짖자, 도로시는 포트란에 관한 책을 몰래 가져가 자신과 서쪽 지역 동료들에게 프로그래밍을 가르친다. 그는 컴퓨터실을 방문하여 성공적으로 기계를 작동시키고 프로그래밍 부서 감독으로 승진한다. 그는 자신의 동료 30명도 함께 전근시켜 줄 것을 조건으로 승진을 수락한다. 미첼은 마침내 그를 "본 부인"이라고 부른다.
존 글렌의 발사를 위한 최종 준비를 하면서 부서는 더 이상 인간 계산원을 필요로 하지 않게 되었고, 캐서린은 서쪽 지역으로 재배정되어 짐과 결혼한다. 발사 당일, IBM 7090 계산에 불일치가 발견되어 캐서린에게 캡슐의 착륙 좌표를 확인해달라는 요청이 들어온다. 그는 결과를 관제실에 전달하고, 해리슨은 그가 안으로 들어가는 것을 허락한다. 성공적인 발사와 궤도 진입 후, 경고 신호가 캡슐의 열 차폐막이 느슨할 수 있음을 나타낸다. 임무 관제소는 7궤도 대신 3궤도 후에 글렌을 착륙시키기로 결정하고, 캐서린은 열 차폐막을 제자리에 유지하는 데 도움이 되도록 역추진 로켓을 부착한 채로 두자는 해리슨의 제안을 지지한다. 프렌드십 7호는 성공적으로 착륙한다.
에필로그에서는 메리가 학위를 취득하여 NASA 최초의 여성 아프리카계 미국인 엔지니어가 되었고, 도로시는 NASA 최초의 아프리카계 미국인 감독관으로 계속 근무했으며, 스태퍼드가 공동저자로 인정한 캐서린은 아폴로 11호와 우주왕복선 임무의 계산을 수행했다고 언급한다. 에필로그는 또한 캐서린이 2015년에 대통령 자유 메달을 수여받았고, NASA가 이듬해 랭글리 연구소의 캐서린 존슨 전산 건물을 그의 이름으로 헌정했다고 언급한다.

## 출연
- 타라지 P. 헨슨 - 캐서린 고블 존슨
- 옥타비아 스펜서 - 도로시 본
- 저넬 모네이 - 메리 잭슨
- 케빈 코스트너 - 앨 해리슨
- 커스틴 던스트 - 비비언 미첼
- 짐 파슨스 - 폴 스태퍼드
- 글렌 파월 - 존 글렌
- 마허샬라 알리 - 짐 존슨
- 도나 비스코 - 조일렛 콜먼
- 로다 그리피스 - 백인 사서
- 마리아 하월 - 서머
- 알디스 호지 - 리바이 잭슨
- 페이지 니콜렛 - 유니스 스미스
- 게리 위크스 - 기자
- 사니야 시드니 - 콘스턴스 존슨
- 킴벌리 퀸 - 루스
- 올레크 크루파 - 카를 첼린스키

## 제작

### 개발과 캐스팅
2015년, 프로듀서 도나 질로티는 NASA가 우주 경쟁에서 승리하도록 도운 흑인 여성 수학자 그룹에 관한 마고 리 셰털리의 논픽션 책 《Hidden Figures》를 입수했다. 앨리슨 슈뢰더가 각본을 썼으며, 이는 질로티가 레반틴 필름스를 통해 개발한 것이었다. 슈뢰더는 케이프 커내버럴 근처에서 자랐고 조부모가 NASA에서 일했으며, 그 자신도 십대 시절 NASA에서 인턴으로 일했기 때문에 이 프로젝트가 자신에게 완벽하게 맞는다고 여겼다. 레반틴 필름스는 피터 처닌의 처닌 엔터테인먼트와 함께 영화를 제작했다. 폭스 2000 픽처스가 영화 판권을 획득했고, 시어도어 멜피가 감독으로 합류했다. 합류한 후 멜피는 슈뢰더의 각본을 수정했으며, 특히 세 주인공의 가정생활과 NASA에서의 경력 사이의 균형을 맞추는 데 중점을 두었다. 영화 개발이 발표된 후, 주연을 맡을 것으로 고려된 배우들로는 오프라 윈프리, 비올라 데이비스, 옥타비아 스펜서, 타라지 P. 헨슨이 있었다.
처닌과 제노 토핑이 질로티, 멜피와 함께 제작을 맡았다. 폭스는 헨슨을 수학자 캐서린 고블 존슨의 주연으로 캐스팅했다. 스펜서는 NASA의 세 주요 수학자 중 한 명인 도로시 본 역으로 선택되었다. 케빈 코스트너는 가상의 우주 프로그램 책임자 역으로 캐스팅되었다. 가수 저넬 모네이가 세 번째 주요 수학자인 메리 잭슨 역으로 합류했다. 커스틴 던스트, 글렌 파월, 마허셜라 알리가 영화에 캐스팅되었는데, 파월은 우주비행사 존 글렌 역을, 알리는 존슨의 연인 역을 맡았다.

### 촬영
주요 촬영은 2016년 3월 조지아주 애틀랜타의 모어하우스 대학 캠퍼스에서 시작되었다. 장면들은 조지아주 칸톤의 역사적 시내 지역에서도 촬영되었다. 촬영은 또한 도빈스 공군 예비 기지의 록히드 마틴 에어로너틱스에서도 이루어졌다. 짐 파슨스는 NASA 우주 임무 그룹의 수석 엔지니어인 폴 스태퍼드 역으로 캐스팅되었다. 퍼렐 윌리엄스(랭글리 연구소 인근인 버지니아비치 출신)가 영화의 프로듀서로 합류했다. 그는 또한 한스 짐머, 벤저민 월피시와 함께 오리지널 곡을 작곡하고 영화의 음악 부서와 사운드트랙을 담당했다. 모어하우스 대학 수학과 교수 루디 L. 혼이 세트 내 수학자 역할을 맡기 위해 투입되었다.

## 같이 보기
- 헨리에타 스완 레빗
- 과학과 여성